# 垂井源右衛門
垂井 源右衛門（たるい げんえもん、生没年不詳）は日本の戦国時代に存在した人物。摂津国の垂井氏の末裔とされる。
林羅山の『本朝神社考』にて、狐の母親を持つ人物として紹介されている。

## 概要
『本朝神社考』は、垂井源右衛門の出生について以下の記述を残している。
天文年間（1532年〜1555年）、摂津国の垂井氏の男が、大蔵谷（現在の兵庫県明石市大蔵海岸付近か）で美女と出会い、結婚し1人の子が生まれた。妻が粧鏡を開き化粧をしているとき、子が背後から鏡を覗き込むと、母親ではなく狐の姿が映っていた。子が驚き叫ぶと、母親は狐の姿となり、どこかへ逃げてしまった。残された子は、成長するとよく謡を唱うようになった。これが垂井源右衛門であるという。